# Тепловой эффект химической реакции
Тепловой эффект химической реакции — изменение внутренней энергии {\displaystyle \Delta U} или энтальпии {\displaystyle \Delta H} системы вследствие протекания химической реакции и превращения исходных веществ (реактантов) в продукты реакции в количествах, соответствующих уравнению химической реакции (стехиометрии реакции) при следующих условиях:
- единственно возможной работой при этом является работа против внешнего давления,
- как исходные вещества, так и продукты реакции имеют одинаковую температуру.

## Теплота термохимического процесса и тепловой эффект химической реакции
Поясним приведённое выше определение теплового эффекта химической реакции. Для этого запишем фундаментальные уравнения Гиббса для внутренней энергии и энтальпии простой открытой однородной термодинамической системы:
| {\displaystyle dU=TdS-PdV+\sum _{i=1}^{k}\mu _{i}dn_{i},} | (Фундаментальное уравнение Гиббса для внутренней энергии) |

| {\displaystyle dH=TdS+VdP+\sum _{i=1}^{k}\mu _{i}dn_{i}.} | (Фундаментальное уравнение Гиббса для энтальпии) |

Здесь {\displaystyle T} — абсолютная температура, {\displaystyle S} — энтропия, {\displaystyle P} — давление, {\displaystyle V} — объём, {\displaystyle n_{i}} — количество (или масса) {\displaystyle i}-го составляющего систему вещества, {\displaystyle \mu _{i}} — химический потенциал этого вещества (см. Энтропия открытой системы).
Для бесконечно малого квазистатического изохорного процесса ({\displaystyle V=const})
| {\displaystyle dU=TdS+\sum _{i=1}^{k}\mu _{i}dn_{i};} | (Изменение внутренней энергии в бесконечно малом квазистатическом изохорном процессе) |

для бесконечно малого квазистатического изобарного процесса ({\displaystyle P=const})
| {\displaystyle dH=TdS+\sum _{i=1}^{k}\mu _{i}dn_{i}.} | (Изменение энтальпии в бесконечно малом квазистатическом изобарном процессе) |

Важно понимать, что представление о теплоте химической реакции при сохранении исторически сложившегося названия (восходящего ко временам, когда любое изменение температуры связывали с поглощением или выделением теплоты) уже не имеет прямого отношения к общефизическому понятию количества теплоты. Действительно, при химической реакции в изолированной системе (например, инициируемом электрической искрой взрыве гремучего газа в герметически закрытом термосе) может иметь место изменение температуры (за счёт выделения теплоты), но не происходит обмена с окружающей средой(так как попросту это термос — изолированная система), ни изменения внутренней энергии системы. Наконец, традиционная трактовка теплоты, основанная на представлении об адиабатической изоляции системы от окружающей среды (см. Неоднозначность понятий «теплота» и «работа») к открытым системам не применима, и для них теплоту {\displaystyle q} бесконечно малого квазистатического процесса полагают равной
| {\displaystyle q\equiv TdS.} | (Дефиниция теплоты для любого бесконечно малого квазистатического процесса) |

Таким образом, теплота бесконечно малого квазистатического изохорного процесса {\displaystyle q_{V}} равна
| {\displaystyle q_{V}=dU-\sum _{i=1}^{k}\mu _{i}dn_{i},} | (Теплота бесконечно малого квазистатического изохорного процесса) |

а теплота бесконечно малого квазистатического изобарного процесса {\displaystyle q_{P}} равна
| {\displaystyle q_{P}=dH-\sum _{i=1}^{k}\mu _{i}dn_{i}.} | (Теплота бесконечно малого квазистатического изобарного процесса) |

Для закрытых систем изменение энергии системы за счёт изменения масс составляющих систему веществ (химическую работу, работу перераспределения масс составляющих систему веществ) {\displaystyle \sum _{i}\mu _{i}dn_{i}} учитывать не требуется, и выражения для теплот ещё более упрощаются:
| {\displaystyle q_{V}=dU,} | (Теплота бесконечно малого квазистатического изохорного процесса в простой закрытой системе) |

| {\displaystyle q_{P}=dH.} | (Теплота бесконечно малого квазистатического изобарного процесса в простой закрытой системе) |

Из сказанного ясно, почему в дефиниции теплового эффекта химической реакции фигурируют внутренняя энергия, энтальпия и запрет на любые виды работ в системе, кроме работы расширения/сжатия. Уточним, что в понятии «химическая работа» термин «работа» не имеет отношения к понятию «термодинамическая работа» и использован просто как синоним словосочетания «изменение энергии». Наконец, подчеркнём, что когда речь идёт о тепловом эффекте химической реакции, то, как и во многих других случаях, касающихся термохимии, подразумевается, что речь идёт о закрытой системе и полномасштабное применение мощного, но громоздкого математического аппарата термодинамики систем переменного состава не требуется.
Энергетический эффект химической реакции всегда рассматривают применительно к конкретному термохимическому уравнению, которое может не иметь отношения к реальному химическому процессу. Термохимическое уравнение лишь показывает, какие наборы начальных и конечных индивидуальных веществ, находящихся в определённых состояниях и количественных соотношениях, исчезают и образуются. В начальном состоянии должны присутствовать только исходные вещества (реактанты), а в конечном — только продукты химической реакции. Единственным условием при записи термохимического уравнения является соблюдение материального и зарядового баланса. Вещества в растворённом или адсорбированном состоянии тоже считаются индивидуальными соединениями; если растворитель или адсорбент не участвует непосредственно в химической реакции и не реагирует с растворённым веществом, то он рассматривается просто как фактор, влияющий на термодинамические свойства рассматриваемого вещества. Наконец, в термохимическом уравнении могут фигурировать частицы, не способные к самостоятельному существованию (электроны, протоны, ионы, радикалы, атомарные простые вещества).
Энергетический эффект реального процесса с химической реакцией зависит от условий проведения процесса и не может служить стандартной характеристикой конкретной химической реакции. Химическая же термодинамика нуждается в показателе, связанном с энергетикой химической реакции, но не зависящем от условий её проведения. Покажем, как может быть получен интересующий нас показатель. Для этого рассмотрим следующий мысленный эксперимент. Возьмем чистые индивидуальные исходные вещества в мольных количествах, соответствующих стехиометрическим коэффициентам интересующего нас термохимического уравнения, и находящиеся при определённых температуре и давлении. Если привести эти вещества в контакт, то энтальпия образовавшейся неравновесной системы в начальный момент времени будет равна сумме энтальпий исходных веществ. Теперь рассмотрим конечное состояние изучаемой системы в предположении, что реактанты прореагировали полностью и продукты реакции находятся при той же температуре и том же давлении, что и реактанты. Энтальпия системы (в общем случае неравновесной) из продуктов химической реакции будет равна сумме энтальпий этих веществ. Поскольку энтальпия — функция состояния, то разность энтальпий {\displaystyle \Delta H} системы в конце и начале рассмотренного мысленного эксперимента не зависит от условий проведения химической реакции. Эту разность энтальпий и называют изобарным тепловым эффектом (термохимической теплотой) химической реакции, соответствующей определённому термохимическому уравнению. Важно, что реальная осуществимость рассмотренного мысленного эксперимента, гипотетические условия его проведения и неравновесность исходного и конечного состояний термохимической системы не сказываются на дефиниции теплового эффекта химической реакции.
Часто тепловой эффект химической реакции относят к 1 молю одного из продуктов реакции.
Резюмируем сказанное: теплота процесса, связанного с фактическим протеканием химической реакции, и энергетический эффект химической реакции отнюдь не одно и то же, а дефиниция теплового эффекта химической реакции вообще не предполагает действительного осуществления реакции, соответствующей рассматриваемому термохимическому уравнению.
И внутренняя энергия, и энтальпия представляют собой функции состояния, поэтому тепловой эффект химической реакции зависит от природы и состояния исходных веществ и конечных продуктов, но не зависит от пути реакции, то есть от числа и характера промежуточных стадий (закон Гесса).
Тепловой эффект химической реакции, протекающей при постоянном давлении, и равный изменению энтальпии системы в процессе, соответствующем термохимическому уравнению, называется изобарным тепловым эффектом или энтальпией химической реакции. Тепловой эффект химической реакции, протекающей при постоянном объёме, и равный изменению внутренней энергии системы в процессе, соответствующем термохимическому уравнению, называют изохорным тепловым эффектом.
Для отдельных типов химических реакций вместо общего термина «тепловой эффект химической реакции» используют специальные (сокращённые) термины: теплота образования, теплота сгорания и т. п.
Дефиниции тепловых эффектов должны быть дополнены указанием на начальные точки отсчёта значений энергии и энтальпии. Для сравнения тепловых эффектов и упрощения термодинамических расчётов все величины тепловых эффектов реакций относят к стандартным условиям (все вещества находятся в стандартных состояниях). Если реакцию — реально или гипотетически — проводят при стандартных условиях (T = 298,15 К = 25 °С и P = 1 бар = 100 кПа), то тепловой эффект называют стандартным тепловым эффектом реакции или стандартной энтальпией реакции ΔHo
r.
Химические реакции, сопровождающиеся повышением температуры, называют экзотермическими, понижением температуры — эндотермическими. В термодинамической системе знаков тепловой эффект экзотермической реакции ({\displaystyle \Delta U<0} или {\displaystyle \Delta H<0}) считают отрицательным, эндотермической ({\displaystyle \Delta U>0} или {\displaystyle \Delta H>0}) — положительным. В устаревшей и не рекомендуемой к употреблению термохимической системе знаков положительным, наоборот, считается тепловой эффект экзотермической реакции, а отрицательным — эндотермической.
Тепловые эффекты химических реакций важны для теоретической химии и необходимы при расчётах равновесных составов смесей, выхода продуктов реакций, удельной тяги топлив реактивных двигателей и для решения многих других прикладных задач.
Изучение тепловых эффектов химических реакций составляет важнейшую задачу термохимии. Для расчёта стандартных тепловых эффектов химических реакций используют таблицы стандартных теплот образования или сгорания.

## Стандартная энтальпия образования (стандартная теплота образования)
Под стандартной теплотой образования понимают тепловой эффект реакции образования одного моля вещества из простых веществ, его составляющих, находящихся в устойчивых стандартных состояниях.
Например, стандартная энтальпия образования 1 моля метана из углерода и водорода равна тепловому эффекту реакции:
С(тв) + 2H2(г) = CH4(г) + 74,9 кДж/моль.
Стандартная энтальпия образования обозначается ΔHo
f. Здесь индекс f означает formation (образование), а знак «O» в верхнем индексе указывает, что величина относится к стандартному состоянию вещества: один моль индивидуального химического соединения, взятого в чистом виде при стандартных условиях в том агрегатном состоянии, которое устойчиво в этих условиях (если нет специальной оговорки). Иногда для обозначения стандартного состояния используют перечёркнутый символ «O» в верхнем индексе; согласно рекомендациям ИЮПАК по использованию обозначений в физической химии, перечёркнутый и неперечёркнутый символ «O», используемые для обозначения стандартного состояния, одинаково приемлемы. В литературе часто встречается другое обозначение стандартной энтальпии — ΔHo
298,15, где знак «O» указывает на равенство давления одной атмосфере (или, несколько более точно, на стандартные условия), а 298,15 — температура. Иногда индекс «O» используют для величин, относящихся к чистому веществу, оговаривая, что обозначать им стандартные термодинамические величины можно только тогда, когда в качестве стандартного состояния выбрано именно чистое вещество. Стандартным также может быть принято, например, состояние вещества в предельно разбавленном растворе.
Энтальпия образования простых веществ принимается равной нулю, причем нулевое значение энтальпии образования относится к агрегатному состоянию, устойчивому при T = 298,15 K. Например, для иода в кристаллическом состоянии ΔHo(I2, тв) = 0 кДж/моль, а для жидкого иода ΔHo(I2, ж) = 22 кДж/моль. Энтальпии образования простых веществ при стандартных условиях являются их основными энергетическими характеристиками.
Тепловой эффект любой реакции находится как разность между суммой теплот образования всех продуктов и суммой теплот образования всех реагентов в данной реакции (следствие закона Гесса):
ΔHoреакции = ΣΔHo
f (продукты) — ΣΔHo
f (реагенты).
Термохимические эффекты можно включать в химические реакции. Химические уравнения, в которых указано количество выделившейся или поглощённой теплоты, называются термохимическими уравнениями. Реакции, сопровождающиеся выделением тепла в окружающую среду, имеют отрицательный тепловой эффект и называются экзотермическими. Реакции, сопровождающиеся поглощением тепла, имеют положительный тепловой эффект и называются эндотермическими. Тепловой эффект обычно относится к одному молю прореагировавшего исходного вещества, стехиометрический коэффициент которого максимален.

## Температурная зависимость теплового эффекта (энтальпии) реакции
Чтобы рассчитать температурную зависимость энтальпии реакции, необходимо знать мольные теплоемкости веществ, участвующих в реакции. Изменение энтальпии реакции при увеличении температуры от Т1 до Т2 рассчитывают по закону Кирхгофа (предполагается, что в данном интервале температур мольные теплоемкости не зависят от температуры и нет фазовых превращений):
{\displaystyle \Delta {H(T_{2})}=\Delta {H(T_{1})}+\int \limits _{1}^{2}{\Delta {C_{p}}(T_{1}{,}T_{2})d(T)}.}
Если в данном интервале температур происходят фазовые превращения, то при расчёте необходимо учесть теплоты соответствующих превращений, а также изменение температурной зависимости теплоемкости веществ, претерпевших такие превращения:
{\displaystyle \Delta {H(T_{2})}=\Delta {H(T_{1})}+\int \limits _{1}^{T_{\varphi }}{\Delta {C_{p}}(T_{1}{,}T_{\varphi })d(T)}+\Delta {H(T_{\varphi })}+\int \limits _{T_{\varphi }}^{2}{\Delta {C_{p}}(T_{\varphi }{,}T_{2})d(T)},}
где ΔCp(T1, Tφ) — изменение теплоемкости в интервале температур от Т1 до температуры фазового перехода; {\displaystyle \Delta {H(T_{\varphi })}} — тепловой эффект фазового перехода; ΔCp(Tφ, T2) — изменение теплоемкости в интервале температур от температуры фазового перехода до конечной температуры, и Tφ — температура фазового перехода.

## Стандартная энтальпия сгорания
Стандартная энтальпия сгорания — ΔHо
гор., тепловой эффект реакции сгорания одного моля вещества в кислороде до образования оксидов в высшей степени окисления. Теплота сгорания негорючих веществ принимается равной нулю.

## Стандартная энтальпия растворения
Стандартная энтальпия растворения — ΔHо
раств., тепловой эффект процесса растворения 1 моля вещества в бесконечно большом количестве растворителя. Складывается из теплоты разрушения кристаллической решётки и теплоты гидратации (или теплоты сольватации для неводных растворов), выделяющейся в результате взаимодействия молекул растворителя с молекулами или ионами растворяемого вещества с образованием соединений переменного состава — гидратов (сольватов). Разрушение кристаллической решетки, как правило, эндотермический процесс — ΔHреш. > 0, а гидратация ионов — экзотермический, ΔHгидр. < 0. В зависимости от соотношения значений ΔHреш. и ΔHгидр. энтальпия растворения может иметь как положительное, так и отрицательное значение. Так растворение кристаллического гидроксида калия сопровождается выделением тепла:
ΔHо
раств.KOH = ΔHо
реш. + ΔHо
гидр.К+ + ΔHо
гидр.OH− = −59 кДж/моль.
Под энтальпией гидратации ΔHгидр. понимается теплота, которая выделяется при переходе 1 моля ионов из вакуума в раствор.

## Стандартная энтальпия нейтрализации
Стандартная энтальпия нейтрализации ΔHо
нейтр. — энтальпия реакции взаимодействия сильных кислот и оснований с образованием 1 моля воды при стандартных условиях:
HCl + NaOH = NaCl + H2O
H+ + OH− = H2O, ΔHо
нейтр. = −55,9 кДж/моль
Стандартная энтальпия нейтрализации для концентрированных растворов сильных электролитов зависит от концентрации ионов, вследствие изменения значения ΔHо
гидратации ионов при разбавлении.

## Комментарии
1. ↑  В общем случае, когда не выполняются условия, перечисленные в дефиниции теплового эффекта химической реакции, говорят об энергетическом эффекте химической реакции[1][2][3][4], который при выполнении упомянутых выше условий сводится к выделению/поглощению системой теплоты, то есть именно к тепловому эффекту. В соответствии со сложившейся в термохимии традицией термины «энергетический эффект химической реакции» и «тепловой эффект химической реакции» до сих пор иногда рассматривают как синонимы[5][6].